# Публий Корнелий Сципион (консул 218 пр.н.е.)
Вижте пояснителната страница за други личности с името Публий Корнелий Сципион.
Публий Корнелий Сципион (на латински: Publius Cornelius Scipio; † 211 пр.н.е.) е военачалник и политик на Римската република.
Сципион е консул на Републиката през 218 пр.н.е., първата година на Втората пуническа война. Оглавяващ римската флота, той отпътува по море през тази година от Пиза за Масилия (дн. Марсилия), за да спре настъпването на Ханибал в Италия. Там не среща врага и отива в Цизалпийска Галия, където на Тичино, среща Ханибал. В тази битка през ноември 218 пр.н.е. той е победен и тежко ранен. В битката при Требия на 18 декември 218 пр.н.е. не участва активно, но съветва отговорния за там военачалник Тиберий Семпроний Лонг да не се стига до битка.
В по-нататъшната война той се бие заедно с брат си Гней Корнелий Сципион Калв в Хиспания
(Испания), където и двамата са убити в битката при Горен Бетис (Гуадалкивир) през 211 пр.н.е..
Публий Корнелий Сципион е женен от 237 пр.н.е. за Помпония и е баща на Публий Корнелий Сципион Африкански Старши, по-познат като Сципион Старши и Сципион Азиатски (консул 190 пр.н.е.).